# جان
جان در بسیاری سنت‌های دینی، فلسفی و اسطوره‌ای، جوهری غیرمادی است که هر موجود جانداری از آن برخوردار است. جان یا پسوخه (یونانی باستان:ψυχή psūkhḗ) توانایی ذهنی موجود زنده است شامل خرد، شخصیت، احساس، آگاهی، ادراک، تفکر و غیره. بسته به نظام فلسفی، جان می‌تواند فانی یا نامیرا باشد. در ادیان یهودی-مسیحی، تنها انسان‌ها دارای جان نامیرا هستند (گرچه با نامیرایی در یهودیت احتمالاً تحت تأثیر افلاطون مخالفت شده). برای نمونه الهی‌دان کاتولیک، توماس آکویناس جان را به تمام موجودات زنده نسبت داد اما بر این عقیده بود که تنها جان انسان نامیراست.